# Itala
Itala là một đô thị ở tỉnh Messina trong vùng Sicilia của Italia, có vị trí cách khoảng 180 km về phía đông của Palermo và vào khoảng 20 km về phía tây nam của Messina. Tại thời điểm ngày 31 tháng 12 năm 2004, đô thị này có dân số 1.687 người và diện tích là 10,7 km².
Đô thị Itala có các frazioni (các đơn vị cấp dưới, chủ yếu là các làng) Marina di Itàla, Casalello, Borgo, Mannello, Quartiere del Medico (anche detto Quartarello), và Croce.
Itala giáp các đô thị: Alì, Alì Terme, Fiumedinisi, Messina, Scaletta Zanclea.